# منجو (مركبة فضائية)
منجو (بالصينية: 梦舟؛ بينيين: mèng zhōu)، والمعروفة سابقًا بإسم مركبة الجيل التالي المأهولة هي نوع من المركبات الفضائية القابلة لإعادة الأستخدام من تطوير وتصنيع شركة الصين للعلوم والتقنيات الجوفضائية. أُطْلِّق النموذج الأولي للمركبة لأول رحلة تجريبية بدون طاقم في 5 مايو 2020م.
صُممت المركبة الفضائية المأهولة للقيام باستكشاف القمر بالتزامن مع مركبة الهبوط القمرية الصينية المستقبلية، لانيو، بحلول نهاية عشرينيات القرن الحادي والعشرين. كما يجري تطوير نسخة من المركبة الفضائية ذات مدار أرضي منخفض (LEO) مُخصصة لنقل رواد الفضاء إلى محطة تيانچونچ الفضائية؛ وستكون هذه النسخة ذات المدار الأرضي المنخفض بديلاً حديثًا لمركبة شنتشو الفضائية الحالية.[8] ومن المتوقع أن تصل المركبة الفضائية الجديدة إلى القدرة على الطيران المأهول في حوالي عام 2027-2028م.

## الأختبارات

### ٢٠٢٥م
في 17 يونيو 2025م، أجرت وكالة الفضاء المأهولة الصينية (CMSA) اختبار الإلغاء في حالة عدم الاطلاق (يُعرف أيضًا باسم اختبار «الإلغاء في المنصة») باستخدام قطعة اختبار من طراز منجو في مركز جيوتشيوان لإطلاق الأقمار الصناعية. صُمم اختبار الإلغاء بالمنصة للتحقق من أنظمة سلامة الطاقم في حالات الطوارئ خلال المراحل الأولى من إطلاق Mengzhou/CZ-10. وقد اعتبرت وكالة الفضاء المأهولة الصينية (CMSA) الاختبار ناجحًا تمامًا. كما كانت الوكالة تخطط لإجراء اختبار نجاة لِوحدة الطاقم أثناء الطيران عندما يتعرض الصاروخ الحامل لأقصى ضغط ديناميكي أثناء الإطلاق في وقت لاحق من عام 2025.م

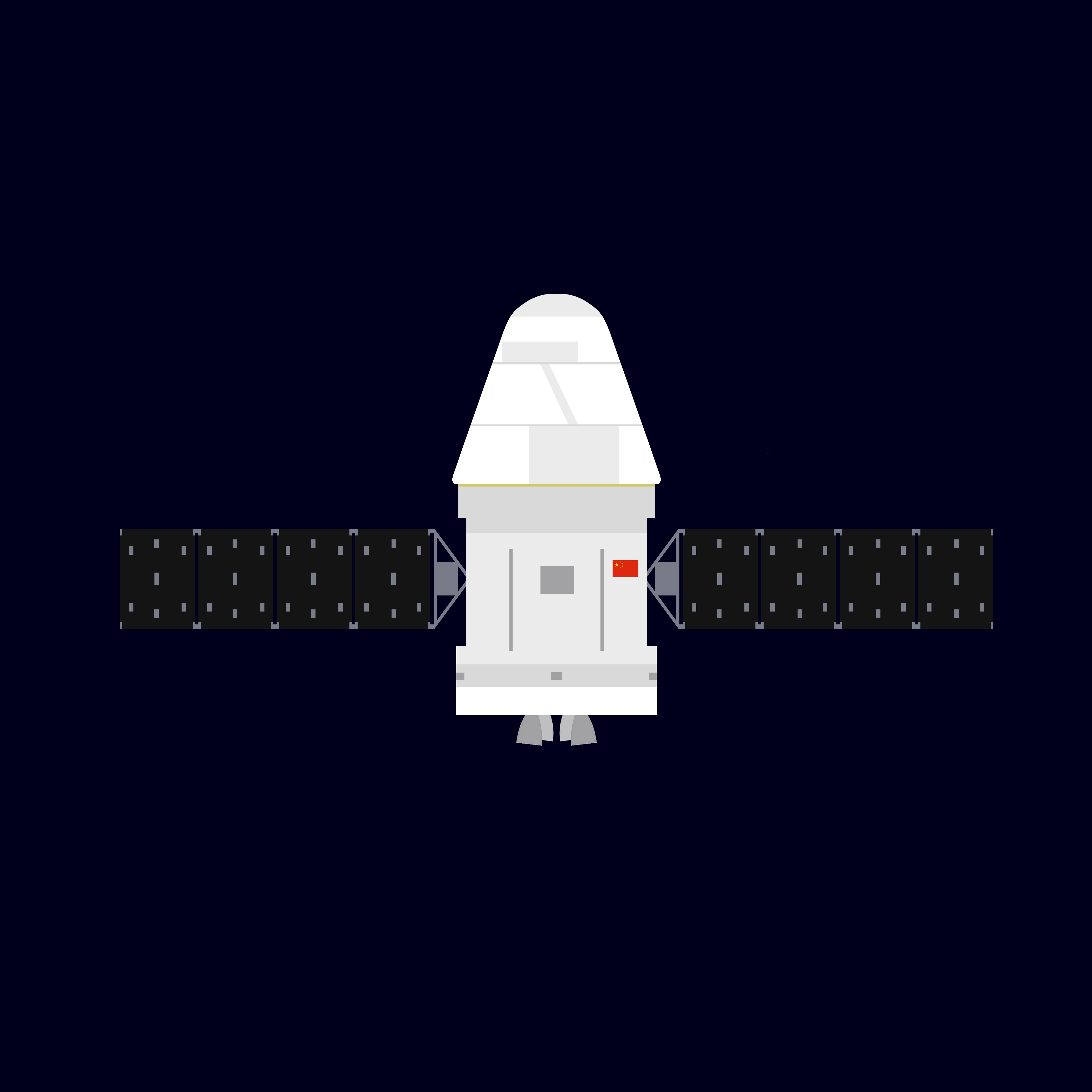
رسم تخطيطي للجيل القادم من المركبات الفضائية المأهولة التي تم اختبارها في عام 2020م.